# Pierre Estève
Pierre Estève   (Sant Pau de Fenollet, 31 de maig de 1939 - Perpinyà, 31 de gener de 2025) va ser un polític nord-català, antic diputat a l'Assemblea Nacional Francesa.
Militant del Partit Socialista, el 1973 fou elegit conseller del Cantó de Sant Pau de Fenollet. A les eleccions legislatives franceses de 1988 fou elegit diputat per la segona circumscripció dels Pirineus Orientals. A les de 1993 no fou reescollit. Posteriorment fou exclòs del partit per donar suport a la majoria RPR-UDR al Consell General dels Pirineus Orientals, mercè la qual cosa fou nomenat vicepresident del Consell. A les eleccions presidencials franceses de 2002 va donar suport la candidatura de Christiane Taubira (PRG). A les eleccions cantonals franceses de 2004 fou reescollit i va batre al candidat dretà Alain Esclopé (CPNT). I a les eleccions municipals de 2008 fou escollit regidor a l'ajuntament de Perpinyà pel grup Divers gauche, càrrec que va ocupar fins a 2009.